# Gismessjön
Gismessjön är en sjö i Vilhelmina kommun i Lappland och ingår i Ångermanälvens huvudavrinningsområde. Sjön har en area på 0,445 kvadratkilometer och ligger 710,9 meter över havet. Gismessjön ligger i Södra Gardfjället Natura 2000-område.

## Delavrinningsområde
Gismessjön ingår i det delavrinningsområde (724362-148849) som SMHI kallar för Utloppet av Gismessjön. Medelhöjden är 885 meter över havet och ytan är 7,33 kvadratkilometer. Det finns inga avrinningsområden uppströms utan avrinningsområdet är högsta punkten. Vattendraget som avvattnar avrinningsområdet har biflödesordning 4, vilket innebär att vattnet flödar genom totalt 4 vattendrag innan det når havet efter 420 kilometer. Avrinningsområdet består mestadels av skog (28 procent) och kalfjäll (60 procent). Avrinningsområdet har 0,45 kvadratkilometer vattenytor vilket ger det en sjöprocent på 6,1 procent.